# Catharsius rhinoceros
Catharsius rhinoceros е вид бръмбар от семейство Листороги бръмбари (Scarabaeidae).

## Разпространение и местообитание
Този вид е разпространен в Мозамбик.
Обитава гористи местности, ливади, савани, крайбрежия и плажове.